# Tazir
En la Ley Islámica, Tazir (o ta'zir, Árabe تعزير) se refiere al castigo, usualmente corporal, que puede ser administrado a discreción de un juez llamado "Qadi" o "Kadi" esto como consecuencia de transgredir la "Hadud" o Hadd (los límites o restricciones morales). El Centro de Estudios Islámicos de Oxford define los seis crímenes para los cuales existen castigos corporales, tales como: robo (amputación de la mano), fornicación o tener relaciones sexuales ilícitas (muerte por apedreamiento o cien azotes), hacer acusaciones de sexo ilícito sin pruebas (ochenta azotes), emborracharse o beber intoxicantes (ochenta azotes), apostasía (muerte o destierro) y robo o asalto en el camino (muerte). Los estrictos requerimientos de evidencia (incluyendo testigos) han limitado severamente la aplicación de los castigos "Hudud".
Los castigos por ofensas a la "Hadd" están establecidos en el Corán o en el "Hadith". Sin embargo Ta'zir se refiere a los castigos que son aplicados a las "otras ofensas", para las cuales no existen castigos especificados en el Corán. Estas son a menudo el equivalente a las "Faltas u ofensas Menores". También pueden ser aplicadas a ofensas a la "Hadd" en situaciones donde los estándares de pruebas requeridas para los castigos Hudud no pueden ser satisfechos debido a la naturaleza estricta de estos. la regla general dicta que ningún castigo Ta'zir podrá exceder de la pena Hadd.
El Ta'zir se desarrolló en los albores del imperio islámico de los Omeyas (661 - 750 DC). El objetivo de los castigos fue  desanimar la repetición de los crímenes lo cual fue conseguido mediante la variación del castigo adaptándose a las circunstancias del condenado sobre todo si se hacen reposiciones o reparación de daños o si existe un arrepentimiento demostrado hacia el ofendido. Los castigos van desde amonestaciones hasta la pena de muerte, sin embargo la pena de muerte sólo es utilizada en casos extremos.
La cantidad de pruebas requeridas es menos estricta en el caso del Ta'zir, el testimonio de dos testigos o la confesión es suficiente. En este caso no es posible retractarse después de las confesiones hechas
.